# Manfred Trojahn
Manfred Trojahn (né le 22 octobre 1949 à Cremlingen en Basse-Saxe) est un compositeur, flûtiste, chef d'orchestre et essayiste allemand.

## Biographie
Manfred Trojahn a commencé ses études musicales en 1966 à l'école de musique de la ville de Brunswick. Après avoir obtenu son diplôme en 1970, il a terminé ses études en tant que flûtiste à la Hochschule für Musik und Theater de Hambourg avec Karlheinz Zöller. En 1971, il a étudié la composition avec Diether de la Motte (de). Il a également suivi des classes de maître avec György Ligeti, et a pris des leçons de direction d'orchestre avec Albert Bittner (de).
Depuis 1991, il est professeur de composition à l'Université Robert-Schumann de Düsseldorf (de). De 2004 à 2006, il était président de la Deutscher Komponistenverband (de) (Association des compositeurs allemands). Depuis 2008, il est vice-directeur de la section musique de l'Académie des arts de Berlin.
Manfred Trojahn est marié avec Dietlind Konold (de) créatrice de costumes et de décors de théâtre. Il vit à Düsseldorf et Paris.

## Œuvres

### Compositions

#### Œuvres pour la scène

##### Opéras
- Enrico. Comédie dramatique en 9 scènes (1989–91). Livret : Claus H. Henneberg (de) (d'après Enrico IV [1922] de Luigi Pirandello). Création le 10 avril 1991 à Schwetzingen (Festival; avec Richard Salter (de) [Enrico], Trudeliese Schmidt (de) [Marchesa Matilda Spina], Frances Lucey [Frida], Lars Magnusson [Carlo di Nolli], Hans Günter Nöcker [Barone Tito Belcredi], Jan Zinkler [Dottore], Eberhard Lorenz [Landolfo / Lollo], Peter Umstadt [Bertoldo], Thomas Mohr [Arialdo / Franco], Rüdiger Trebes [Ordulfo], Nikolaus Hillebrand [Giovanni]; chef: Dennis Russell Davies, Regie und Bühnenbild: Peter Mussbach (de))
- Merlin-Prolog (1995/96) pour soli, chœur et orchestre. Livret: Tankred Dorst (Fragment d'un opéra prévu Merlin). Création le (version de concert) 15 septembre 2006 à la salle de concert de Düsseldorf (avec Anke Krabbe, Iwona Lesniowska, Véronique Parize, Katarzyna Kunico, Iryna Vakula [Engel], Manfred Fink [Geist der Unterwelt], Heikki Kilpeläinen [Merlin], Sami Luttinen [Teufel]; Musikverein Düsseldorf, Orchestre symphonique de Düsseldorf, chef: John Fiore)
  - Autres pièces en relation avec le Merlin de Tankred Dorst:
    - Symphonie no 4 (1992) pour ténor et orchestre: voir ci-dessous Musique vocale
    - Ginevras Lied (1995) pour violon: voir ci-dessous Musique de chambre
    - Drei Stücke zu « Merlin » (1993–98): Cornisches Nachtlied (1993/94) – Galahads Tanz (1998) – Dunkel – im gleißend hellen Licht (1995) – voir ci-dessous Œuvres pour ensembles ou orchestres
- Was ihr wollt. Opéra en 4 actes (1997/98). Livret: Claus H. Henneberg (d'après Twelfth Night, or What You Will [~1600] de Shakespeare). Création le 24 mai 1998 à Munich (Bayerische Staatsoper; avec Rainer Trost (de) [Orsino], Roman Sadnik [Sebastiano], Karl Helm [Antonio], Dale Duesing [Sir Toby Belch], Eberhard Lorenz [Sir Aguecheek], Jan Zinkler [Malvolio], Bjørn Waag [Narr], Jeanne Piland (de) [Olivia], Julie Kaufmann [Maria], Íride Martínez [Viola / Cesario], Michael Elliscasis, Thomas Cooley, Markus Butter (de), Rüdiger Trebes [Männer / Gerichtsdiener]; chef: Michael Boder, Regie und Bühnenbild: Peter Mussbach, Kostüme: Andrea Schmidt-Futterer)
- Limonen aus Sizilien. Drei italienische Geschichten (2002/03; révisé en 2004). Livret: Wolfgang Willaschek (d'après Luigi Pirandello et Eduardo De Filippo). Création le 22 mars 2003 Cologne (Oper; chef: Jürg Henneberger, Regie: Günter Krämer, Bühnenbild: Ulrich Schulz, costumes: Falk Bauer). Création de la version révisée le 26 mars 2005 à Würzburg (École supérieure de musique de Wurtzbourg (de); Ensemble des Mainfranken Theaters, chef: Daniel Klajner, mise en scène: Manfred Trojahn, Costumes: Dietlind Konold)
  - 1. Der Schraubstock – 2. Limonen aus Sizilien – 3. Eine Freundschaft
- La grande magia (Der große Zauber; 2006–08). Opéra en 5 scènes. Livret: Christian Martin Fuchs (de) (adaptation libre de la pièce de Eduardo De Filippo). Création le 10 mai 2008 à Dresde (Semperoper, avec Marlis Petersen [Marta Di Spelta], Rainer Trost [Calogero Di Spelta], Andrea Ihle (de) [Matilde Di Spelta], Sabine Brohm [Rosa Intrugli], Gerald Hupach [Oreste Intrugli], Jürgen Commichau [Marcello Polvero], Jonas Gudmundsson [Gregorio Polvero], Christoph Pohl [Mariano D’Albino], Urban Malmberg [Otto Marvuglia], Barbara Hoene [Zaira], Tom Martinsen [Arturo Recchia], Romy Petrick [Amelia]; chef: Jonathan Darlington, mise en scène: Albert Lang, décors: Rosalie)
- Orest (2011). Livret du compositeur (d'après Oreste d'Euripide). Création le 8 décembre 2011 à Amsterdam (De Nederlandse Opera (DNO) au Muziektheater), avec Dietrich Henschel (Orest), Rosemary Joshua (Helena), Sarah Castle (Elektra), Romy Petrick (de) (Hermione), Johannes Chum (Menelaos), Finnur Bjarnason (Apollo), chef: Marc Albrecht, mise en scène : Katie Mitchell.

##### Musiques de scène
- pour Die Geschichte der Pfeile de Tankred Dorst. Création le 1996 à Cologne (Halle Kalk; mise en scène: Torsten Fischer).
- pour Mephisto d'Ariane Mnouchkine (d'après Klaus Mann). Création le 26 mars 1997 à Cologne (Schauspielhaus)
- pour Frédéric d'Éric-Emmanuel Schmitt. Création le 30 janvier 1999 à Cologne.

#### Musique vocale

##### a cappella
- Madrigal (1975) pour chœur mixte à 8 voix a cappella. Texte:? (du 4e livre des madrigaux de Carlo Gesualdo). Création en 1980 à Zurich (Berner IGNM-Vocalsolisten, chef: Hans Eugen Frischknecht (de))
- Zwei Motetten (1984) pour chœur mixte à 8 voix a cappella. Création le 23 mai 1985 à Hanovre (Jugendchor Osnabrück, chef: Johannes Rahe)

1. Agnus Dei – 2. Lux aeterna
- Ave Maria (1991) pour 8 voix a cappella. Création le 27 mai 1992 à Brunswick (Ensemble Musical Contemporain, chef: Guy Maneveau)
- Trois Chansons (1987/92/93) pour 2 sopranos. Texte : Guillaume Apollinaire. Création (no 1) le 18 avril 1990 à Saint-Pétersbourg (Ingrid Ade, Monika Bair); (no 2) le 14 juin 2001 à Toronto (St. George the Martyr Church; Jane Archibald, Tamara Hummel)

1. Aubade à Laetare un an passé – 2. Automne – 3. Le pont Mirabeau
- - Transcription pour 2 clarinettes: voir ci-dessous Musique de chambre
- Quatre Études pour « Quitter » (1999) pour 4 voix a cappella. Texte : René Char. Création le 19 novembre 1999 à Stuttgart (Ensemble Exvoco: Monika Meier-Schmid [soprano], Hanna Liska-Auerbacher [Alt], Berthold Schmid [ténor], Ewald Liska [basse])

1. Contrevenir – 2. Aux riverains de la sorgue – 3a. Dormez… – 3b. Le probe tombeau – 3c. L’écriture d’un bleu fanal… – 3d. Sommeil… – 4. Fontis
- Drei geistliche Gesänge (2004) pour chœur de femmes à 4 voix a cappella. Création le 26 mai 2005 à Hanovre (Église du marché; Chœur de femmes de Hanovre (de), chef: Gudrun Schröfel)

1. Salve Regina – 2. Ave verum corpus – 3. Ave Maria

##### avec instruments
- Hommage au temps perdu (1975). Deux pièces pour soprano (Vocalises), flûte, clarinette, violoncelle et célesta (piano). Création le 8 août 1976 à Hitzacker (Sommerliche Musiktage; avec Audrey Michael [Soprano])

1. Presto possibile – 2. Moderato molto
- Architectura caelestis (1976) pour 8 voix de femmes (ad libitum choristes; vocalises) et Orchestre. Création le 25 mars 1976 à Royan (Orchestre Philharmonique des pays de la Loire, chef: Friedrich Cerha). – (Le titre vient du livre Architectura caelestis. Die Bilder des verschollenen Stils de Ernst Fuchs)
- Risse des Himmels (1968/77). 4 chants pour soprano, flûte et guitare. Texte : Johannes Poethen (de). Création le 2 octobre 1977 Hambourg (Alrun Salbert-Zahoransky [Sopran], Maren Diestel [Flûte], Willy Bayer [guitare])

1. Vorfrühling. Moderato, molto rubato – 2. Wunschmond. Molto Adagio, rubato – 3. Kleine Sonne. Allegro molto – 4. Spät. Molto moderato, sempre rubato
- …stiller Gefährt der Nacht (1978) pour soprano, flûte, violoncelle, percussion (1 instrumentiste) et célesta (piano). Texte : Friedrich Gottlieb Klopstock. Création le 6 juin 1978 Karlsruhe (Stuttgarter Ensemble für Neue Musik, chef: Manfred Trojahn)
- Streichquartett Nr. 2 (1979/80) avec clarinette et mezzo-soprano. Texte : Georg Trakl. Création en 1980 à Paris (Radio France)

Vokalsätze: 2. Melancholie – 4. Der Schlaf – 5. In Venedig
- Elegía del tiempo final (1981/82) für hohen Tenor, Bassflöte, Bassklarinette, Kontrafagott, 2 Violen, Violoncello und Cembalo. Texte : Miguel Ángel Bustos. Création le 24 novembre 1982 Cologne (Musikhochschule; Wolfgang Isenhaar [ténor], André Sebald [flûte basse], Rüdiger Krey [clarinette basse], Ilka Wagner [contrebasson], Ulrich Knörzer, Peter Schmitz [alto], Matthias Hofmann [violoncelle], Winfried Berger [clavecin], chef: Manfred Trojahn)
- Fünf See-Bilder (1979–83) pour mezzo-soprano et grand orchestre. Texte : Georg Heym. Création le 12 février 1984 à Hambourg (Irène Jarsky [Mezzosoprano], Philharmonisches Staatsorchester, chef: Sylvain Cambreling)

1. (Orchesterstück; 1979/80) – 2. Schatten von Kähnen… (1981) – 3. Gegen Norden (1981) – 4. Das schwarze Wasser… (1981/83) – 5. Der Tod der Liebenden (1983)
- Quattro Madrigali (1983) pour chœur mixte à 8 voix (avec solistes), 4 altos et 4 violoncelles. Texte : Michelangelo. Création le 28 février 1984 à Stuttgart (Südfunk-Chor Stuttgart, Hans-Gerd Brünig, Angelika Wollmann, Ortrun Wieck, Heinrich Baumann [altos], Andreas Schmid, Karl Eberhard, Jürgen Gerlinger, Klaus Schade [violoncelles], chef: Klaus Martin Ziegler (de))

1. Che fia dopo molt’anni di costei – 2. In me la morte – 3. Amor, la tua belta – 4. In quel medesmo tempo
- Trakl-Fragmente (1983/84) pour mezzo-soprano et piano. Création le 10 février 1984 à Hambourg (Liat Himmelheber (de), Peter Stamm [piano])

1. Kindheit – 2. Ein Kreuz ragt – 3. Geburt – 4. Im Frühling – 5. Nachtwandlung, Tod und Seele – 6. Da der Tag hinsank – 7. Es kehret der Heimatlose zurück – 8. Münch… – 9. Im Frühling – 10. Nächtliche Buchen – 11. Schneeige Nacht
- - Transcription pour mezzo-soprano et 14 instruments: Nachtwandlung (1983/84). Création le 17 février 1986 à Paris (Centre Pompidou; Liat Himmelheber, Ensemble 2e2m [Champigny], chef: Fharad Mechkat)
- Die Nachtigall (1984) pour 2 sopranos, mezzo-soprano et 3 clarinettes. Texte : Clemens Brentano. Création le 17 novembre 1984 à Hanovre (Hochschule für Musik; Sabine Szameit, Rosalind Martin [Sopran], Andrea Gropp [Mezzo-soprano], Martin Spangenberg, Rigmor Henriksen, Willibald Vogel [clarinettes])
- Requiem (1983/85) pour solistes, chœur mixte à 8 voix et orchestre de chambre. Création le 10 novembre 1985 à Brunswick (Église Saint-Martin (de); Ingrid Ade [soprano], Liat Himmelheber [Mezzo-soprano], Richard Salter (de) [Baryton], Kantorei, chef: Werner Burkhardt)
  - Nouvelle version (2002/03). Création le 18 avril 2003 à Leipzig (Chœur de la radio MDR (de), Orchestre symphonique de la MDR, chef: Howard Arman)
- Spätrot (1987). Quatre chants pour Mezzo-soprano et piano. Texte : Karoline von Günderrode. Création le (no 1, 3, 4) 15 juin 1987 à Hambourg (Hochschule für Musik; Liat Himmelheber [Mezzo-soprano], Axel Bauni [piano])

1. An Melete – 2. Liebst du das Dunkel – 3. Hochrot – 4. Seh’ ich das Spätrot
- Lieder auf der Flucht (1988/89). 15 Gesänge und 5 Intermezzi für Bariton, Gitarre und 13 Instrumente. Texte : Ingeborg Bachmann. Création le 2 septembre 1989 à Frankfurt am Main (Kurt Widmer [baryton], Reinbert Evers (de) [guitare], Ensemble Modern, chef: Lothar Zagrosek)
- Grodek (1991) pour baryton, clarinette, cor, basson et cordes (1.1.1.1.1). Texte : Georg Trakl[14]. Création le 29 septembre 1991 à Berlin (Georg Christoph Biller [baryton], Scharoun Ensemble, chef: Friedrich Goldmann)
- Symphonie no 4 (1992) pour ténor et orchestre. Texte : Tankred Dorst. Création le 16 août 1992 à Hambourg (Eberhard Lorenz [ténor], Philharmonisches Staatsorchester, chef: Gerd Albrecht)
- O nott’, o dolce tempo (1994/95). Konzertarie für Tenor und Orchester. Texte: Michelangelo[15]. Création le 6 avril 1995 à Düsseldorf (Eberhard Lorenz [ténor], Orchestre symphonique de Düsseldorf, chef: Manfred Trojahn)
- Frammenti di Michelangelo (1995) pour soprano coloratura, 12 vents et contrebasse. Création le 18 avril 1995 à Cologne (Julie Kaufmann [soprano], Klaus Stoll [contrebasse], vents de l'Orchestre philharmonique de Berlin, chef: Manfred Trojahn)
- Die Geschichte der Pfeile (1995). Vier Arien und ein Ensemble für 4 Frauenstimmen und Orchester. Texte : Tankred Dorst (tiré de Die Geschichte der Pfeile). Création le 18 mars 1996 à Cologne (Andrea Andonian, Ute Döring, Iride Martínez, Regina Mauel [Pfeile], Gürzenich-Orchester, chef : Manfred Trojahn)
- Three Songs (1996) pour soprano et orchestre. Texte : Alfred Tennyson. Création le 30 novembre 1996 Berlin (Iride Martínez [soprano], Deutsches Sinfonie-Orchester Berlin, chef: Manfred Trojahn

1. Elaine’s Song – 2. Vivien’s Song – 3. Guinevere’s Song
- Palinsesto (1996) pour soprano et quatuor à cordes (unter Einbeziehung des Liedes Nähe des Geliebten de Goethe / Schubert). Création le 1er février 1997 à Sarrebruck (Juliane Banse [Soprano], Cherubini-Quartett)
- Liebeslieder (1997) pour soprano et orchestre. Texte : Heinrich Heine. Création le 23 mai 1997 à Düsseldorf (Iride Martínez [Soprano], Düsseldorfer Symphoniker, chef: Johannes Fritzsch (de))
- Canti ed intermezzi (1999) pour chœur mixte à 4 voix et orchestre. Texte: Michelangelo. Création le 17 février 2000 à Hanovre: NDR-Chor Hamburg, Radio-Philharmonie Hannover des NDR, chef: Manfred Trojahn)

1. Di te me veggo – 2. Intermezzo primo – 3. Dagli occhi del mie ben – 4. Intermezzo secondo – 5. O nott’, o dolce tempo
- Occhi mie (2002). Drei Gesänge für hohe Stimme und Orchester. Texte: Michelangelo. Création le 3 octobre 2002 à Bonn (Reiner Trost [ténor], Deutsche Kammerphilharmonie Bremen, chef: Daniel Harding)

1. Se l’alma é ver… – 2. Ben posson gli occhi mie – 3. Occhi mie
- Three Songs (2002; in memoriam Bertold Hummel) pour mezzo-soprano, flûte, clarinette basse, violon, alto, violoncelle et piano. Texte : John Keats. Création le 9 novembre 2002 à Nuremberg (Liat Himmelheber [Mezzo-soprano], Ars nova ensemble, chef : Werner Heider (de))

1. When I have Fears that I may cease to be – 2. To Sleep – 3. Bright Star! would I were steadfast as thou art
- - Vorstudie für Klarinette, Violine, Violoncello und Klavier: Tre Canti (2000) – voir ci-dessous Musique de chambre
- Zwei Frühlingslieder (2004) pour baryton et piano. Texte : Peter Horst Neumann (de) (aus Auf der Wasserscheide [2003]). Création le 8 mars 2004 à Munich (Académie bavaroise des beaux-arts; Thomas E. Bauer (de) [Baryton], Siegfried Mauser (de) [piano])

1. Wieder („Und wieder für den Frühling / hat sie sich entschieden…“) – 2. Gegenstrophen eines Allergikers („Proserpina, / der Unterwelt entstiegen…“)
- Che fie di me? (2006) pour 2 sopranos et orchestre. Texte: Michelangelo. Création le 2 février 2007 Stuttgart (Theaterhaus; Mojca Erdmann [soprano], Anja Kaesmacher (de) [soprano], SWR Sinfonieorchester, chef: Matthias Pintscher)

1. Perc’ all’ estremo adore… – 2. Beati voi… – 3. Che fie di me?
- Ariosi (2006) pour soprano, clarinette basse et orchestre. Texte : Michelangelo. Création le 26 août 2006 à Salzbourg (Festival de Salzbourg; Maite Beaumont [mezzo-soprano], Sabine Meyer [clarinette basse], Camerata de Salzbourg, chef: Roger Norrington)
- Lettera amorosa (2007) pour 2 sopranos, 2 violons et quatuor à cordes. Texte : Pierre de Ronsard, Michelangelo, Rainer Maria Rilke. durée: ~50 min. Création le 25 octobre 2007 à Weimar (pour la réouverture de la Herzogin Anna Amalia Bibliothek, à Rokokosaal; Julie Kaufmann [soprano], Anja Kaesmacher (de) [soprano], Ingolf Turban (de) [violon], Christoph Schickedanz [violon], Quatuor Henschel (de))

1. Chant d’insomnie I (cordes) – 2. Lettera amorosa (Texte anonyme überliefert; 2 sopranos et cordes) – 3. Chant d’insomnie II (Rilke; 1. soprano et quatuor) – 4. Chanson (Ronsard; 2 sopranos et 2 violons) – 5. Fuggite, amanti, Amor (Michelangelo; 2. sopranos et cordes) – 6. Chant d’insomnie III (quatuor) – 7. Lied (Rilke; 2 sopranos et cordes)
- Magnificat (2010) pour 2 sopranos et orchestre. Texte : Magnificat de l'Évangile selon Luc Lc 1,46-55. Création le 25 avril 2010 à Königslutter (Cathédrale impériale (de); Romy Petrick [soprano], Susanna Pütters [soprano], Staatsorchester Brunswick, chef: Manfred Trojahn)
- Le ceneri di Gramsci (2013) pour baryton et ensemble. Texte: Poème de Pier Paolo Pasolini. Création le 13 décembre 2013 au Rom. Österreichische Création le 18 décembre 2013 au Konzerthaus de Vienne[28]

#### Œuvres pour ensembles ou orchestres
Symphonies
- no 1 (Makramee; 1974). Durée: ~13 min. Création le 30 janvier 1976 à Hanovre (Orchestre philharmonique de la NDR, chef: Wilhelm Killmayer)

Besetzung: 3.3.3.3 – 4.3.3.1 – Pauken – Schlagzeug (4 Spieler) – Harfe – Celesta – Streicher
- no 2 (1978). Durée: ~32 min. Création le 22 octobre 1978 à Donaueschingen (Festival; Orchestre symphonique de la SWR de Baden-Baden, chef: Ernest Bour)

Besetzung: 3(+2Picc,+AFl).2.EH.3(+Es-Klar).BKlar.2.KFag – 4.3.3.1 – Pauken – Schlagzeug (3 Spieler) – Harfe – Streicher
- no 3 (1984/85). Durée: ~20 min. Création le 19 avril 1985 à Berlin (Radio-Symphonie-Orchester Berlin, chef: John Carewe)

Besetzung: 3(+Picc,+BFl).2.EH.2.BKlar.2.KFag – 4.3.3.1 – Pauken – Schlagzeug (3 Spieler) – Harfe – Celesta – Streicher
- no 4 (1992): voir Œuvres vocales
- no 5 (2003/04). Durée: ~35 min. Création le 29 avril 2004 à Munich (Münchner Philharmoniker, chef: Sylvain Cambreling)

Besetzung: 4(+2Picc,+AFl).2.EH.Heckelphon.2.BKlar.KbKlar.3.KFag – 4.4.3.KbPos.KbTb – Schlagzeug (5 Spieler) – Harfe – Streicher
Autres œuvres pour Orchestre
- Conduct (1978; 2. Fassung) pour onze cordes (3.3.2.2.1, ad libitum choristes) et percussion. Création le 14 mai 1979 à Gelsenkirchen (Städtisches Orchester, chef: Heribert Esser)
- Abschied… (1978). Fragment pour orchestre. Création le 18 octobre 1978 à Düsseldorf (Orchestre symphonique de Düsseldorf, chef: Bernhard Klee)
- Berceuse (1980) pour orchestre. Création le 4 octobre 1980 à Stuttgart (Orchestre symphonique de la radio de Stuttgart, chef: George Alexander Albrecht (de))
- Berceuse (1984) pour 15 cordes (4.4.3.3.1). Création le 26 mai 1984 à Munich (Bayerischer Rundfunk)
- Variationen (1987) pour orchestre. Création le 24 septembre 1987 à Cleveland (Orchestre de Cleveland, chef: Christoph von Dohnányi)
- Cinq Epigraphes (1987) pour orchestre. Création le 12 septembre 1987 à Berlin (Sendesaal des SFB; Radio-Symphonie-Orchester Berlin, chef: Riccardo Chailly)
- Transir. Epitaphe pour René Char (1988) für Orchester. Création le 24 mai 1988 Freiburg (Städtisches Orchester, chef: Eberhard Kloke (de))
- Notturno (1989) pour vents, cordes, célesta et harpe. Durée: ~11 min. Création le 3 septembre 1989 à Hambourg (Musikhochschule; Membres de l'Orchestre philharmonique d'État de Hambourg, chef: Manfred Trojahn)

Besetzung: 1.1.1.1 – 1.0.0.0 – Harfe – Celesta – Streicher: 1.1.1.1.1 (ad libitum chorisch)
- L’Autunno. Sette Sonate per gli amici (1986/90) für kleines Orchester. Création le 23 juin 1990 à Berlin (Berliner Philharmoniker, chef: Dennis Russell Davies)
- …une campagne noire de soleil (1982–92). Sept scènes de ballet pour ensemble. Création le 1er avril 1993 à Cologne (Ensemble Modern, chef: Dennis Russell Davies)
  - 1. Déplorations (1982). Création le 14 décembre 1982 à Berlin (Membres du Radio-Sinfonieorchester Berlin, chef: Manfred Trojahn)
  - 2. Silences (1982). Création le 2 avril 1983 à Cambridge, USA (Ensemble Alea III, chef: Theodore Antoniou)
  - 3. Chimères (1983). Création le 19 novembre 1983 à Nuremberg (Ars Nova Ensemble, chef: Werner Heider (de))
  - 4. Cigales (1992). Création le 1er avril 1993 à Cologne (s. o.)
  - 5. Chants noirs (1986). Création le 10 octobre 1986 à Cologne (David Levine [piano], Philharmonische Solisten Berlin, chef: Manfred Trojahn)
  - 6. Exaltations (1991/92). Création le 1er avril 1993 à Cologne (s. o.)
  - 7. Processions (1986). Création le 12 janvier 1987 à Ludwigshafen (Staatsphilharmonie Rheinland-Pfalz, chef: Leif Segerstam)
- Quattro pezzi (1992/93) pour orchestre. Création le 1er octobre 1993 à Kiel (Holsteinisches Kammerorchester Badendorf, chef: Hajo Jobs)
- …mit durchscheinender Melancholie (1995). Ein Brahms-Porträt für Orchester. Création le 4 janvier 1997 à Hambourg (Orchestre symphonique d'Hambourg (de), chef: Miguel Gómez Martínez)
- Zwei Intermezzi (1997) pour douze instruments à vent et contrebasse. Création le 4 octobre 1997 à Wilhering (Autriche) (Solistes de l'Orchestre d'État de Berlin, chef: Manfred Trojahn)
- Drei Stücke zu „Merlin“ (1993–98) pour orchestre. Zyklische Erstaufführung: 1er juin 2000 München (Münchner Philharmoniker, chef: Manfred Trojahn)
  - 1. Cornisches Nachtlied (1993/94). Création le 28 mars 1994 Mannheim (Nationaltheater-Orchester, chef: Jun Märkl)
  - 2. Galahads Tanz (1998). Création le 19 octobre 1998 à Freiburg (Philharmonisches Orchester, chef: Johannes Fritzsch)
  - 3. Dunkel – im gleißend hellen Licht (1995). Création le 27 avril 1995 Bonn (Orchestre Beethoven, chef: Dennis Russell Davies)
- Suite no 1 (1999) pour orchestre. Création le 30 janvier 1999 à Cologne (comme musique de scène de la pièce Frédéric de Éric-Emmanuel Schmitt; Gürzenich-Orchester, chef : Manfred Trojahn)
- Vier Orchesterstücke (2003). Création le 15 septembre 2004 à Duisbourg (Orchestre philharmonique de Duisbourg, chef : Jonathan Darlington)
- La tomba di Paganini (2007ff.) pour orchestre. Création le (2e et 3e mouvements) 4 novembre 2009 à Leipzig (Gewandhaus; Hochschulsinfonieorchester, chef : Ulrich Windfuhr (de)). Création de l'œuvre complète le 6 février 2010 à Dortmund (Konzerthaus; Sinfonieorchester des Centre d'orchestre NRW (de), chef: Matthias Foremny)

1. Marcia – 2. Moderato – 3. Lento – 4. Elegia – 5. Capriccio
- Sentimento del Tempo. Ansbachisches Konzert (2009) pour violon, 2 flûtes (Quer- oder Blockflöten) et cordes (Construit comme le 4e Concerto brandebourgeois de Bach). Création le 7 août 2009 à Ansbach (Orangerie der Residenz; Isabell Lehmann, Saskia Fikentscher [Blockflöten]; Freiburger Barockorchester, Violine und chef: Gottfried von der Goltz). – (Le Titre rappelle le volume de poésies de Giuseppe Ungaretti)
- Moderato. Sinfonischer Satz (Überschreibung 2. Zustand) (2009). Création le 23 avril 2010 à Munich (Salle d'Hercule (de) de la Résidence; Orchestre symphonique de la Radiodiffusion bavaroise, chef : Emilio Pomàrico)

#### Soliste et Orchestre / Ensemble
- Notturni trasognati (1977) pour flûte basse/ flûte et orchestre de chambre. Création le 13 juin 1977 à Londres (Maren Diestel [flûte], London Sinfonietta, chef : Lothar Zagrosek)
- Konzert (1981/83) pour flûte et orchestre. Création le 14 septembre 1983 à Berlin (Karlheinz Zöller [flûte], Berliner Philharmoniker, chef: Eliahu Inbal)
- Fünf Intermezzi (1988/89) pour guitare et ensemble de chambre (tiré de Lieder auf der Flucht d'après Ingeborg Bachmann – voir ci-dessous Compositions vocales)
- Divertissement (1992/93) pour hautbois et orchestre de chambre. Création le 7 mai 1993 Munich (Thomas Indermühle [hautbois], Symphonieorchester des Bayerischen Rundfunks, chef : Hans Zender)
- Konzert (1999) pour violon et petit orchestre. Création le 21 novembre 1999 à Cologne (Saschko Gawriloff [violon], Deutsche Kammerphilharmonie, chef : Peter Rundel)
- Rhapsodie (2001/02) pour clarinette et orchestre. Création le 26 mai 2002 à Weimar (Sabine Meyer [clarinette], Staatskapelle Weimar, chef : George Alexander Albrecht)

#### Musique pour instruments à clavier

##### Piano
- Berceuse (1980) pour piano. Création le 26 janvier 1981 à Hanovre (Hochschule für Musik und Theater; Karl Bergemann)
- La folia (1982). Musique pour 2 pianos. Création le 16 septembre 1982 à Berlin, Anthony & Joseph Paratore
- Préludes (2006/07) pour piano. Création (no 1&2) le 13 septembre 2006 à Munich (Concours international de musique de l'ARD; Hisako Kawamura), (no 3&4) 2007(?), (Nr. 5&6) 2008 Leverkusen (Preisträger des BDI-Klavierwettbewerbs; Clemens Berg)

1. Nocturne – déjà là, printanier crépuscule – 2. Montagne déchirée (2006) – 3. La danse retournée – 4. La montée de la nuit (2007) – 5. Rêverie « nu au jardin » – 6. Tel un souper dans le vent (2008)

##### Orgue
- Conduct (1977) pour orgue avec 2 organistes. Création le 22 septembre 1977 à Cassel (Klaus Martin Ziegler, Zsigmond Szathmáry)

#### Musique de chambre

##### Soli
- Fantasia per Chitarra (1979; Einrichtung: Reinbert Evers). Création le 1er octobre 1979 à Stuttgart (Reinbert Evers)
- Sonata und Barcarola (1988/89) pour guitare (tiré de: Lieder auf der Flucht d'après Ingeborg Bachmann – voir ci-dessous Compositions vocales)
- Ginevras Lied (1995) pour violon. Création le 25 novembre 1995 à Hambourg (Stephan Frucht)

##### Duos
- Objet trouvé (1968/77) pour flûte et clavecin. Création le 21 octobre 1978 à Breme (Maren Diestel [flûte], Karl Bergemann [clavecin])
- Sonata I (1983) pour violon et piano. Création le 11 octobre 1983 à Mannheim (Hiroshi Nishida [violon], Paul Dan [piano])
- Sonata II (1983) pour violoncelle et piano. Création le 11 février 1984 à Hambourg (David Geringas [violoncelle], Peter Roggenkamp [piano])
- Trois Morceaux (1987/92/93) pour 2 clarinettes

1. Aubade – 2. Automne – 3. Le pont Mirabeau
- Danse (Pastiche en hommage à Olivier Messiaen)
  - Transcription pour violon et piano (1997). Création le 26 mars 1997 à Cologne (Schauspielhaus; comme musique de scène pour Mephisto d'Ariane Mnouchkine d'après Klaus Mann; Christian Ludwig [violon], Jörg Ritter [piano])
  - Fassung für Klarinette und Klavier (2000). Création le 8 avril 2000 Heidelberg (Heribert Eckert [clarinette], Tim Schwarz [piano])

##### Quatuors
Quatuors à cordes
- Deux pièces brèves (1973). Création le 29 août 1973 à Aurillac
- Quatuor à cordes no 1 (1976). Durée: ~24 min. Création le 21 janvier 1977 à Baden-Baden (Berner Streichquartet)

1. Moderato, molto rubato – 2. Nachtmusik – 3. Coda. Lento
- Quatuor à cordes no 2 (1979/80) : voir ci-contre Musique Vocale
- Quatuor à cordes no 3 (1983 ; dédié à Griffith Rose). Durée: ~15 min. Création le 4 novembre 1983 à Hambourg (Auryn Quartett)

1. Molto adagio – 2. Sehr zart, äußerst langsam – 3. Agitato – 4. Sehr langsam, mit äußerster Ruhe
- Fragmente für Antigone (1988 ; Diether de la Motte pour ses 60 ans). Sechs Stücke (Titre : mots tirés de Antigone [442 v. Chr.] de Sophocle, texte allemand de Friedrich Hölderlin [1804]). Durée: ~24 min. Création le 11 octobre 1988 à Barcelone (Goethe-Institut ; Auryn Quartett)

1. „…wenn uns nicht im Finstern hält die Zeit…“ (III. Act, 1. Scene) – 2. „Nicht kam ein Wort zu mir…“ (I. Act, 1. Scene). Starr, senza espressione – 3. „…Marmornen Glanz…“ (III. Act, Chor). Sehr zart – 4. „…dieselben Stöße… der Seele…“ (III. Act, 3. Scene). Gravissimo – 5. „O mir! grad vor dem Tode / Ist diß das Wort.“ (III. Act, 3. Scene) – 6. „…Und nicht, wohin ich gehe.“ (V. Act, 3. Scene). Lentissimo
- Quatuor à cordes no 4 (2009 ; dem Henschel Quartett gewidmet). Durée: ~19 min. Création le 10 novembre 2009 à Düren (Haus der Stadt; Henschel Quartett)

1. Molto moderato – 2. Moltissimo vivace (Erste fremde Szene) – 3. Lento, rubato – 4. Andante, leggiero, sempre un poco staccato (Zweite fremde Szene)
Autres Quatuors
- Épitaphe (1986) pour 4 flûtes. Création le 27 août 1986 à Berlin
- Tre Canti (2000) pour clarinette, violon, violoncelle et piano. Création le 7 octobre 2000 à Dresde (Clemens Trautmann [clarinette], Marjolaine Locher [violon], Rouven Schirmer [violoncelle], Cornelius Meister [piano])
- Klavierquartett (2006). Création le 20 novembre 2008 à Cassel (Ballhaus im Bergpark Wilhelmshöhe ; Ingolf Turban [violon], Barbara Turban [alto], Sebastian Hess [violoncelle], Siegfried Mauser [piano])
  - 4. Satz : Wanderlied (2006). Création le 27 mai 2007 Heimbach (Kraftwerk ; Radoslav Szulc [violon], Elisabeth Kufferath [alto], Gustav Rivinius [violoncelle], Paul Rivinius [piano])

##### Quintettes
- Soleares (1988). Deux pièces pour piano et quatuor à cordes. Création (Nr. 1) le 20 octobre 1988 à Brunswick (David Levine [piano], Auryn-Quartett); (Nr. 2) le 14 novembre 1990 à Cologne (David Wilde [piano], Auryn-Quartett)
- Sonata III (1991/95) pour quintette de bois. Création le 1er février 1997 à Stuttgart (Tage für Neue Musik; Aulos-Quintett)
- Printemps. Sonata IV (Pastiche en hommage à Maurice Ravel) (1995) pour flûte et quatuor à cordes. Création le 28 février 1996 à Wuppertal (Michael Faust [flûte], Auryn-Quartett)

##### Sextuors
- Les couleurs de la pluie (1974) pour 5 flûtes et flûte basse. Création le 13 février 1974 à Hambourg

##### Septuors
- Poème abandonné (1989; in memoriam Egon Karl Nicolaus [1928–1988]) pour quatuor de saxophones, alto, violoncelle et contrebasse. Création le 17 avril 1990 à Lemberg (Raschèr Saxophone Quartet, Trio-Basso)
- Toutes ces choses sont passées comme l’ombre et comme le vent (1997) für Flöte, Klarinette, Posaune, Violine, Violoncello, Schlagzeug und Klavier. Création le 22 novembre 1997 Düsseldorf (Ensemble offene Form, chef: Manfred Trojahn). – (Der Titel zitiert die Schlussverse des Gedichts Quand nous habitions[29] [1844] de Victor Hugo)

##### Octuor
- Kammerkonzert (1974) pour 2 flûtes, 2 clarinettes, violon, violoncelle, clavecin et piano. Création le 27 septembre 1973 à Hambourg (Varius-Ensemble, chef: Diether de la Motte)

1. Moderé – vif avec nervosité – 2. Pas de deux – 3. Jeux – 4. Sons et lumière

#### Transcriptions
- Wolfgang Amadeus Mozart :
  - Drei Konzertarien. Transcription pour soprano, 12 vents et contrebasse (1995). Création (no 1v&2) le 18 avril 1995 Cologne (Julie Kaufmann [soprano], Klaus Stoll [contrebasse], vents du Berliner Philharmoniker, chef: Manfred Trojahn); (no 3) 9 mars 1996 à Berlin (Staatsoper, Apollo-Saal; Janet Williams [Sopran], Harald Winkler [contrebasse], vents de l'Orchestre d'État de Berlin, chef: Manfred Trojahn)

1. Se tutti i mali miei KV 83 (Texte : Pietro Metastasio) – 2. Ah! Spiegarti, oh Dio KV 178 (Texte:?) – 3. Fra cento affanni KV 88 (Texte: Pietro Metastasio)
  - Nouveau Récitatif (2001/02) pour La clemenza di Tito KV 621 (Livret: Caterino Mazzolà (it), d'après Pietro Metastasio). Création le 2 décembre 2002 Amsterdam (Nederlandse Opera, chef: Hartmut Haenchen, Regie : Pierre Audi)
- Ludwig van Beethoven : Fünf Arietten. Version pour voix et orchestre (2002). Création le 3 octobre 2002 Bonn (Rainer Trost (de) [ténor], Deutsche Kammerphilharmonie Bremen, chef: Daniel Harding)

1. Dimmi, ben mio, che m’ami op. 84,1 (1811; Texte:?) – 2. T’intendo si, mio cor op. 84,2 (1810; Texte: Pietro Metastasio) – 3. In questa tomba oscura WoO 133 (1806/07, Texte : Giuseppe Carpani) – 4. L’amante impaziente. Arietta assai seriosa op. 84,3 (1810; Texte: Pietro Metastasio) – 5. L’amante impaziente. Arietta buffa op. 84,4 (1810; Texte: Pietro Metastasio)
- Franz Schubert : Bei Dir allein op. 95,2 (D 866,2, ~1826[?]; Texte : Johann Gabriel Seidl). Version pour voix et orchestre (2008). Création le 22 août 2008 Londres (Royal Albert Hall; Angelika Kirchschlager [Mezzo-soprano], Gürzenich-Orchester, chef: Markus Stenz)
- Johann Strauss II : Vergnügungszug, Polka op. 281 / Geschichten aus dem Wienerwald, valse op. 325. Version pour flûte, clarinette, quatuor à cordes, piano et harmonium (2007). Création le 13 juillet 2007 Ludwigsburg (Festival du château (de); Thomas Christian Ensemble)

### Essais
- Manfred Trojahn: Schriften zur Musik. Hrsg. von Hans-Joachim Wagner. Stroemfeld Verlag, Frankfurt am Main und Basel 2006.  (ISBN 3-87877-945-3)

## Élèves
| - Oscar van Dillen (* 1958) - Alois Bröder (* 1961) - Johannes Sandberger (* 1963) - Klaus Dreher (* 1967) - Martin Curschmann (* 1969) - Yasuko Yamaguchi (* 1969) - Matthias Pintscher (* 1971) - Andreas Daams (* 1971) - Elena Mendoza-López (* 1973) - Uri Brener (* 1974) - Yong-Won Sung (* 1977) | - Daniel Hensel (* 1978) - Ulrich Alexander Kreppein (* 1979) - Jan Masanetz (* 1979) - Anno Schreier (* 1979) - Sirin Nah (* 1979) - Hauke Berheide (* 1980) - Raphael Thöne (* 1980) - Prasqual (* 1981) - Michael Langemann (* 1981) - Rabih Lahoud (* 1982) - Stefan Johannes Hanke (* 1984) |